# Technik und Wissenschaft als „Ideologie“
Technik und Wissenschaft als „Ideologie“ ist ein Sammelband mit Aufsätzen von Jürgen Habermas, der 1968 als Buch erschienen ist. Er widmete es Herbert Marcuse zum 70. Geburtstag (19. Juli 1968).
Voran ging das größere Buch Erkenntnis und Interesse, in dem Habermas die geistige Vorgeschichte des neuen Positivismus rekonstruierte und auf erkenntnisanthropologischem Weg eine Rechtfertigung kritischer Gesellschaftstheorie suchte. Allerdings:

„Die erkenntnisanthropologische Begründung der kritischen Gesellschaftstheorie brachte allerdings eine Reihe von Problemen mit sich.“

Darum eröffnete Habermas „das Projekt einer kommunikationstheoretisch ansetzenden kritischen Gesellschaftstheorie“. 
Rolf Wiggershaus sieht in Wissenschaft und Technik als „Ideologie“ die „erste komplexe, vielfältige Motive bündelnde Analyse der Pathologie der Moderne, der deformierenden Aufklärung“. Habermas stellt danach „abrupt die Alternative“ zur Dialektik der Aufklärung (Adorno/Horkheimer) und zum eindimensionalen Menschen (Marcuse) gegenüber.
Helmut Dubiel erkennt einen Text, „der alle Elemente der entfalteten Theorie (des kommunikativen Handelns, d. V.) schon keimhaft in sich enthält.“
Im Ergebnis besteht in der Diagnose kein großer Unterschied zu der Sorte von Zivilisationskritik, wie sie in der Dialektik der Aufklärung und in Marcuses Eindimensionalen Menschen proklamiert wurde. Aber Habermas beansprucht, dass sein diagnostischer Apparat „durch die Einführung einer durch kommunikative Strukturen bestimmten lebensweltlichen Dimension“ und „die Einführung des zweidimensionalen Gesellschaftskonzepts“ differenzierter ist. Denn Gesellschaft kommt für Habermas nicht nur durch das blinde Wirken von Marktgesetzen und wissenschaftlich-technischen Imperativen zustande, sondern eben auch durch das tendenziell bewusste, an Normen und soziokulturellen Traditionen orientierte kommunikative Handeln ihrer Mitglieder.
Anders als Habermas, der Arbeit als instrumentelles Handeln festlegt, definiert Gerd Spittler mit Verweis auf ethnographische Fallstudien Arbeit immer auch als Interaktion bzw. kommunikatives Handeln. Aus Sicht des Ethnologen spricht nichts für die von Habermas postulierte instrumentelle Auffassung von Arbeit oder die Herrschaft der Technik. Vielmehr erweist sich die Arbeit in Spittlers Fallstudien als „Interaktion zwischen eigenständigen Arbeitern, Arbeitsmitteln und Arbeitsgegenständen.“

## Arbeit und Interaktion. Bemerkungen zu Hegels „Jenenser Philosophie des Geistes“
Arbeit und Interaktion (der erste Aufsatz im Sammelband Technik und Wissenschaft als „Ideologie“) reflektiert eine Hegellektüre, die die Frage nach dem Zusammenhang der beiden Kategorien Arbeit und Interaktion stellt. Im ersten Abschnitt stellt Habermas die verschiedenen Begriffe des Ich von Kant, Fichte und Hegel vor. Von dort geht Habermas im zweiten Abschnitt über zu einer Gegenüberstellung der moralischen Standpunkte Kants und Hegels, die zugleich eine Kritik an Kants Moralbegriff und eine Erläuterung von Hegels Dialektik des Sittlichen ist. Im dritten Abschnitt geht Habermas auf Hegels dialektische Muster der Arbeit und der Sprache ein, stellt sie wieder Kant und dessen Verständnis von Technik und Theorie gegenüber und betont einen Aspekt der Sprache, den diese von den Kategorien der Arbeit und der Interaktion unterscheidet, und zwar, dass sie eine notwendige Voraussetzung für die Identität des Ichs ist. Die drei Kategorien der Sprache, Arbeit und Interaktion – als Bildungsmuster des Bewusstseins verstanden – führen Habermas im vierten Abschnitt zur Frage nach ihrem Zusammenhang bzw. ihrer Einheit; die Frage führt ihn auch zur titelgebenden Frage nach dem Zusammenhang von Arbeit und Interaktion. Am Ende des vierten und im fünften Abschnitt begründet er, warum die Bedeutung des Zusammenhangs von Arbeit und Interaktion und vor allem die Dialektik der Arbeit im späteren Werk Hegels abgenommen hat. Den Zusammenhang von Arbeit und Interaktion und die Bedeutung der Arbeit – so interpretiert Habermas im sechsten Abschnitt –, entdeckte Marx, ohne Kenntnis der Jenenser Vorlesungen in seiner Auseinandersetzung mit dem Zusammenhang von Produktivkräften und Produktionsverhältnissen und der Arbeit als seinem theoretischen Ausgangspunkt wieder. Allerdings lehnt Habermas Marx’ Konzeption mit dem Vorwurf ab, dessen Produktionsparadigma reduziere Interaktion auf Arbeit. Im Anschluss an seine Hegel-Interpretation, dass sich weder Arbeit auf Interaktion noch Interaktion auf Arbeit reduzieren lasse, und in diesem Sinne Marx’ Theorie ablehnend, schließt Habermas mit einer Frage, die er als nicht „befriedigend aufgeklärt“ festhält: der offenen Frage nach dem Verhältnis von Arbeit und Interaktion.

## Technik und Wissenschaft als „Ideologie“
Technik und Wissenschaft als „Ideologie“ ist der zentrale Aufsatz des gleichnamigen Sammelbands. Habermas behauptet darin, dass die zwei Schlüsselkategorien von Karl Marx, nämlich Klassenkampf und Ideologie, nicht mehr umstandslos anzuwenden, sondern neue Konfliktzonen innerhalb der bürgerlichen spätkapitalistischen Gesellschaft entstanden seien. Diese neuen Konfliktzonen können nach seiner Meinung nur „im System der durch Massenmedien verwalteten Öffentlichkeit“ entstehen. Aber es stellt sich das Problem, wer diese neuen Konflikte beleben wird. Er sieht in den Studenten und Schülern unter Umständen eine Gruppe, die dafür in Frage komme.
Auf Grund zweier Entwicklungstendenzen des Spätkapitalismus ist Habermas überzeugt, dass der Begriff des Klassenkampfs im Marxschen Sinn aus zwei Gründen überholt sei: „1. ein Anwachsen der interventionistischen Staatstätigkeit, welche die Stabilität des Systems sichern muß, und 2. eine wachsende Interdependenz von Forschung und Technik, die die Wissenschaft zur ersten Produktivkraft macht.“ Diese beiden Tendenzen waren zu Marx’ Zeit nicht vorhanden, und „damit entfallen relevante Anfangsbedingungen für die Politische Ökonomie in der Fassung, die Marx ihr im Hinblick auf den liberalen Kapitalismus mit Recht gegeben hatte.“

## Staatsinterventionismus
Die erste Tendenz bewirkt, dass Marx’ Basis-Überbau-Theorie nicht mehr greift. Der liberale Kapitalismus schien ohne Staatseingriffe zu funktionieren, gebar aber tatsächlich Krisen und Massenarmut. Daher versuchte der Staat den Kapitalismus zu bändigen, eine Einbettung des freien Marktes in staatliche Regularien. Der Zusammenbruch der bürgerlichen Ideologie des freien, gleichen und gerechten Tausches mündete in den Staatsinterventionismus.
Somit bestehe keine monokausale Determination des Überbaus durch die Basis mehr. „Damit hat sich aber das Verhältnis des Wirtschaftssystems zum Herrschaftsystem verändert; Politik ist nicht mehr nur ein Überbauphänomen.“ Daher könne „das Herrschaftssystem […] nicht mehr an den Produktionsverhältnissen unmittelbar kritisiert werden.“ Wo keine Ideologie (des freien und gerechten Tauschs) mehr ist, kann sich Kritik nicht auf Ideologiekritik beschränken.
Doch was tritt an die Stelle der alten Ideologie? Eine Ersatzprogrammatik, die „das Moment der bürgerlichen Leistungsideologie […] mit der Garantie von Wohlfahrtsminima, der Aussicht auf Sicherheit des Arbeitsplatzes sowie der Stabilität des Einkommens“ verbindet. Sie ist also orientiert an „einer die Dysfunktionen des freien Tauschverkehrs kompensierenden Staatstätigkeit.“ Darin sieht Habermas einen „eigentümlichen negativen Charakter“ der Politik, denn die praktischen Fragen, also wie die Lebensverhältnisse vernünftig gestaltet werden, werden beseitigt, und an ihre Stelle tritt eine an der Lösung technischer Fragen orientierte Politik.

## Verwissenschaftlichung der Technik
Die zweite Tendenz, die Habermas im Spätkapitalismus sieht, bezeichnet er auch als „die Verwissenschaftlichung der Technik“ Während früher die Technik wissenschaftliche Forschungsergebnisse eher zufällig übernahm, gebe es in der Gegenwart in der Industrie selbst Forschungsabteilungen und vergäben die Industrie sowie der Staat Forschungsgelder (Drittmittel) an Forschungseinrichtungen (u. a. Universitäten). Die gesamte Forschung sei auf technisch verwertbares Wissen hin orientiert, ohne noch selbstbestimmt der Frage nach dem Sinn fähig zu sein. Der Fortschritt rase zusehends aber auf ein Ziel zu, das niemanden mehr zugänglich sei.
Im selben Maße wird die Politik zur bloßen Sozialtechnologie, die zu von außen herbeigeführten Zielen nur die rechten Mittel bereitzustellen gewillt ist; eine Politik, die – wie heute – nur aus Sachzwängen zu bestehen scheint: Wirtschaftswachstum und Arbeit als Allheilmittel, an das insgeheim keiner mehr wirklich glaube. „Wenn sich dieser Schein aber wirksam festgesetzt hat, dann kann der propagandistische Hinweis auf die Rolle von Technik und Wissenschaft erklären und legitimieren, warum in modernen Gesellschaften ein demokratischer Willensbildungsprozeß über praktische Fragen seine Funktionen verlieren und durch plebiszitäre Entscheidungen über alternative Führungsgarnituren des Verwaltungspersonals ersetzt werden ‚muß‘.“
Kommunikativ vermittelte Wertrationalität verliert in solcher Technokratie ihre Legitimität, wäre aber die einzige Möglichkeit, dem Ganzen überhaupt zu Legitimität zu verhelfen.

## Zwänge der technisch-operativen Verwaltung
Ein zentrales Problem moderner Gesellschaften ist die scheinbare Alternativlosigkeit von technischen Lösungen und politischen Sachzwängen.

„Die manifeste Herrschaft des autorativen Staates weicht den manipulativen Zwängen der technisch-operativen Verwaltung. Die moralische Durchsetzung einer sanktionierten Ordnung, und damit kommunikatives Handeln, das an sprachlich artikuliertem Sinn orientiert ist und die Verinnerlichung von Normen voraussetzt, wird in zunehmenden Umfang durch konditionierte Verhaltensweisen abgelöst, während die großen Organisationen als solche immer mehr unter die Struktur zweckrationalen Handelns treten. Die industriell fortgeschrittenen Gesellschaften scheinen sich dem Modell einer eher durch externe Reize gesteuerten als durch Normen geleiteten Verhaltenskontrolle anzunähern. Die indirekte Lenkung durch gesetzte Stimuli hat, vor allem in Bereichen scheinbar subjektiver Freiheit (Wahl-, Konsum-, Freizeitverhalten), zugenommen. Die sozialpsychologische Signatur des Zeitalters wird weniger durch die autoritäre Persönlichkeit als durch Entstrukturierung des Über-Ich charakterisiert.“

## Zweckrationales Handeln
Die Zunahme „des adaptiven Verhaltens“, die sich in den oben genannten Entwicklungstendenzen zeigt, ist nur eine Seite der sich ausbreitenden Struktur des zweckrationalen Handelns, auf Kosten des durch Sprache vermittelnden Handelns. Die andere besteht darin, dass die Individuen die Differenz zwischen den beiden Handlungsmöglichkeiten nicht mehr erkennen. Hier sieht Habermas „die ideologische Kraft des technokratischen Bewußtseins“, die diese Differenz „verschleiert“.
Wenn aber diese beiden Entwicklungstendenzen bestehen, muss der Ansatz von Marx revidiert werden. „Der Zusammenhang von Produktivkräften und Produktionsverhältnissen müsste durch den abstrakteren von Arbeit und Interaktion ersetzt werden.“ Diesen neuen Ansatz gewinnt Habermas aus der Kritik an Max Weber und Herbert Marcuse. Habermas unterstellt Marcuse, dass er von einer Technik ausgeht, die nur eine historische Epoche kennzeichne, also veränderbar sei. Habermas geht aber davon aus, dass Technik „offenbar nur auf ein Projekt der Menschengattung insgesamt zurückgeführt werden kann.“

„Wenn man sich vergegenwärtigt, daß die technische Entwicklung einer Logik folgt, die der Struktur zweckrationalen und am Erfolg kontrollierten Handelns, und das heißt doch: der Struktur der Arbeit, entspricht, dann ist nicht zu sehen, wie wir je, solange die Organisation der menschlichen Natur sich nicht ändert, solange wir mithin unser Leben durch gesellschaftliche Arbeit und mit Hilfe von Arbeit substituierenden Mitteln erhalten müssen, auf Technik, und zwar auf unsere Technik, zugunsten einer qualitativ anderen sollten verzichten können.“

## Alternative Einstellung zur Natur
Habermas kritisiert an Marcuse, dass er „eine alternative Einstellung zur Natur im Sinn [hat], aber aus ihr läßt sich nicht die Idee einer neuen Technik gewinnen.“ Er sieht „die Alternative zur bestehenden Technik, der Entwurf der Natur als des Gegenspielers statt des Gegenstandes“ in einer alternativen Handlungsstruktur: auf „symbolisch vermittelte Interaktion im Unterschied zum zweckrationalen Handeln.“ Mit Marcuse kann man nicht „die eigentliche Rationalität von Wissenschaft und Technik, die einerseits ein wachsendes, den institutionellen Rahmen nach wie vor bedrohendes Potential von überschießenden Produktivkräften kennzeichnet, und andererseits auch den Maßstab zur Legimitation der einschränkenden Produktionsverhältnisse selber abgibt“, kritisieren. Es lässt sich also nicht bestimmen, wie „sich die rationelle Form von Wissenschaft und Technik, also die in Systemen zweckrationalen Handelns verkörperte Rationalität, zur Lebensform, zur gesellschaftlich Totalität einer Lebenswelt erweitert.“ Weil dies weder Weber noch Marcuse nach Habermas Meinung gelingt, versucht er Webers Begriff der „Rationalisierung“ in einem anderen Bezugssystem neu zu formulieren.

## Zweidimensionaler gesellschaftstheoretischer Blick
An anderer Stelle beschreibt Habermas expliziter die Probleme, die sich durch Webers „subjektiven Ansatz“ stellen; zum einen, „daß Weber die Rationalisierung der Handlungssysteme allein unter dem Aspekt der Zweckrationalität untersucht.“ Zum anderen, weil Weber „das kapitalistische System der Modernisierung mit gesellschaftlicher Rationalisierung überhaupt gleichsetzt.“ In Wissenschaft und Technik als „Ideologie“ entwirft er ein neues Konzept, welches Dubiel mit „zweidimensionalen gesellschaftstheoretischen Blick“ beschreibt.

## Begrifflichkeit
In Wissenschaft und Technik als „Ideologie“ (S. 62–65) definiert Habermas seine Begriffe:
Unter Arbeit oder zweckrationalen Handeln versteht Habermas entweder:
instrumentelles Handeln
richtet sich nach technischen Regeln, die auf empirischem Wissen beruhen, oder:
rationale Wahl
richtet sich nach Strategien, die auf analytischem Wissen beruhen.
Unter Interaktion bzw. kommunikativen Handeln versteht Habermas eine 
symbolisch vermittelte Interaktion; sie richtet sich nach obligatorisch geltenden Normen, die reziproke Verhaltenserwartungen definieren und von zwei handelnden Subjekten verstanden und anerkannt werden müssen.
Zweckrationelles Handeln verwirklicht definierte Ziele unter gegebenen Bedingungen; aber während instrumentelles Handeln Mittel organisiert, die angemessen oder unangemessen nach Kriterien einer wirksamen Kontrolle der Wirklichkeit sind, hängt das strategische Handeln nur von einer korrekten Bewertung möglicher Verhaltensweisen ab, die sich allein aus einer Deduktion unter Zuhilfenahme von Werten und Maximen ergibt.
Während die Geltung technischer Regeln und Strategien von der Gültigkeit empirisch wahrer oder analytisch richtiger Sätze abhängt, ist die Geltung gesellschaftliche Normen allein in der Intersubjektivität der Verständigung über Intentionen begründet und durch die allgemeine Anerkennung von Obligationen gesichert.
In beiden Fällen hat Regelverletzung verschiedene Formen.
- Ein inkompetentes Verhalten, das bewährte technische Regeln oder richtige Strategien verletzt, ist per se durch Misserfolg zum Versagen verurteilt; die Strafe ist sozusagen das Scheitern an der Realität.
- Ein abweichendes Verhalten, das geltende Normen verletzt, löst Sanktionen aus, die nur äußerlich, nämlich durch Konventionen, mit den Regeln verknüpft sind.

Gelernte Regeln zweckrationalen Handelns statten uns mit der Disziplin von Fertigkeiten, verinnerlichte Normen mit der von Persönlichkeitsstrukturen aus. Fertigkeiten setzen uns instand, Probleme zu lösen. Motivationen erlauben uns, Normenkonformität zu üben. Zu beachten ist auch folgende Tabelle auf der S. 64 von Wissenschaft und Technik als „Ideologie“:
|                                 | Institutioneller Rahmen: symbolisch vermittelte Interaktion                                      | Systeme zweckrationalen (instrumentalen und strategischen) Handelns          |
| Handlungsorientierende Regeln   | Gesellschaftliche Normen                                                                         | technische Regeln                                                            |
| Ebene der Definition            | intersubjektiv geteilte Umgangssprache                                                           | kontextfreie Sprache                                                         |
| Art der Definition              | reziproke Verhaltenserwartungen                                                                  | bedingte Prognose, bedingte Imperative                                       |
| Mechanismen des Erwerbs         | Internalisierung von Rollen                                                                      | Lernen von Fertigkeiten und Qualifikationen                                  |
| Funktion des Handlungstyps      | Aufrechterhaltung von Institutionen (Normenkonformität auf der Grundlage reziproker Verstärkung) | Problemlösung (Zielerreichung, definiert in Zweck-Mittel-Relationen)         |
| Sanktionen bei Regel-Verletzung | Bestrafung aufgrund konventioneller Sanktionen: Scheitern an Autorität                           | Erfolglosigkeit: Scheitern an der Realität                                   |
| »Rationalisierung«              | Emanzipation, Individuierung; Ausdehnung herrschaftsfreier Kommunikation                         | Steigerung der Produktivkräfte; Ausdehnung der technischen Verfügungsgewalt. |

## Unterschiede traditioneller Gesellschaften
Auf der Grundlage des „Instrumentariums“ differenziert Habermas in einem weiteren Schritt seine Argumentation sozialhistorisch und entwicklungslogisch weiter. Danach unterscheiden sich traditionelle Gesellschaften (so genannte Hochkulturen) von primitiven Gesellschaften in drei Punkten: 
- 1. durch den Tatbestand einer zentralisierten Herrschaftsgewalt […];
- 2. durch die Spaltung der Gesellschaft in sozioökonomische Klassen […];
- 3. durch die Tatsache, daß irgendein zentrales Weltbild (Mythos. Hochreligion) zum Zwecke einer wirksamen Legitimation der Herrschaft in Kraft ist.[22]

In den traditionellen Gesellschaften ist der institutionelle Rahmen überlegen gegenüber den Sub-Systemen zweckrationalen Handelns. Traditionelle Herrschaft war also politische Herrschaft. Mit der Entwicklung der kapitalistischen Produktionsweise, die zwar kein krisenfreies, aber ein stetiges Wachstum der Produktivität hervorbrachte, „wird die Neuerung als solche institutionalisiert“. Das heißt, die Sub-Systeme zweckrationalen Handelns weiten sich ständig aus und untergraben damit die traditionelle „Form der Legitimation von Herrschaft.“ Aber gleichzeitig bietet der Kapitalismus eine andere Legitimation an, nämlich „das Herrschaftssystem kann vielmehr seinerseits an den legitimen Verhältnissen der Produktion gerechtfertigt werden“ – ökonomische Legitimation.
Der Beginn der Moderne (soziokulturelle Schwelle) kann „mit dem Verlust der Unangreifbarkeit des institutionellen Rahmens durch die Sub-Systemen zweckrationalen Handelns“ bestimmt werden. Hier sieht Habermas ein Missverhältnis der soziokulturellen Entwicklung. Zum einen wird die Umgebung, die Natur, aktiv an unsere Bedürfnisse angepasst, zum anderen wird aber der institutionelle Rahmen passiv an die Bedürfnisse der Sub-Systeme zweckrationalen Handelns angepasst. Dies habe Marx schon gesehen, und „als Aufgabe einer praktischen Beherrschung bisher unkontrollierter Prozesse der gesellschaftlichen Entwicklung angesehen. Andere haben es als eine technische Aufgabe verstanden.“ Die Folge sei nach Habermas die Enthumanisierung, weil bei den Individuen „die alten, in umgangssprachlicher Kommunikation entfalteten Bewußtseinszonen vollends austrocknen (…) die Menschen machen ihre Geschichte mit Willen, aber nicht mit Bewußtsein.“
Daraus schlussfolgert Habermas, „daß zwei Begriffe von Rationalisierung auseinandergehalten werden müssen.“ Einmal Rationalisierung auf der Ebene zweckrationalen Handelns. Diese Art von Rationalisierung kann jedoch nur dann ein Potential der Befreiung sein, wenn es nicht die Ebene der Rationalisierung des institutionellen Rahmens verletzt.

„Rationalisierung auf der Ebene des institutionellen Rahmens kann sich nur im Medium der sprachlich vermittelten Interaktion selber, nämlich durch eine Entschränkung der Kommunikation vollziehen. Die öffentliche, uneingeschränkte und herrschaftsfreie Diskussion über die Angemessenheit und Wünschbarkeit von handlungsorientierenden Grundsätzen und Normen im Lichte der soziokulturellen Rückwirkungen von fortschreitenden Sub-Systemen zweckrationalen Handelns – eine Kommunikation dieser Art auf allen Ebenen der politischen und der wieder politisch gemachten Willensbildungsprozesse ist das einzige Medium, in dem so etwas wie ‚Rationalisierung‘ möglich ist.“

## Zusammenfassung
Habermas sieht, dass „jene entschränkte Kommunikation über Ziele der Lebenspraxis“ sich im Spätkapitalismus schwierig entfaltet, da diese doch „auf eine entpolitisierte Öffentlichkeit strukturell angewiesen“ und „resistent gegen die Thematisierung solcher Themen“ sei. Aber wer soll oder kann die Themen in die Massenmedien bzw. allgemeine Öffentlichkeit tragen – Habermas fallen dazu im Jahr 1968 nur die privilegierten Schüler und Studenten ein. Von heute aus betrachtet kann man allerdings sagen, dass er sich geirrt hat. Die sogenannten 68er haben ihren Marsch durch die Institutionen längst beendet – an den von Habermas diagnostizierten Strukturproblemen des Spätkapitalismus hat sich jedoch nichts geändert.